# Beffroi de Loos
Ne doit pas être confondu avec Beffroi de Lo.
Le beffroi de Loos est un monument faisant partie du patrimoine de Loos dans le département du Nord en France. Il fait partie des 23 beffrois français qui ont été classés au patrimoine mondial de l’Organisation des Nations unies pour l'éducation, la science et la culture (UNESCO) en 2005 au sein de la liste des « beffrois de Belgique et de France ».

## Histoire
Le beffroi de l'hôtel de ville de Loos est haut de 38 m et typique du style néo-flamand développé en Flandre et dans l'ancienne Hollande. Il a été construit du 14 janvier 1883 au 17 août 1884 par l'architecte Louis Marie Cordonnier sur une ancienne prairie. Il a été inscrit au titre des monuments historiques en 2001, et au patrimoine mondial de l'UNESCO en 2005.

## Caractéristiques
Le beffroi se dresse en saillie au centre de la façade de l'hôtel de ville. C'est une tour carrée de brique rouge et bandeaux de pierre, agrémentée de cadrans et surmontée de quatre échauguettes et de clochetons. Au pied du beffroi, le porche voûté est surmonté par une imposante moulure représentant un mascaron : une tête d'homme barbu faisant office de base de console sous le balcon semi-circulaire de l'étage

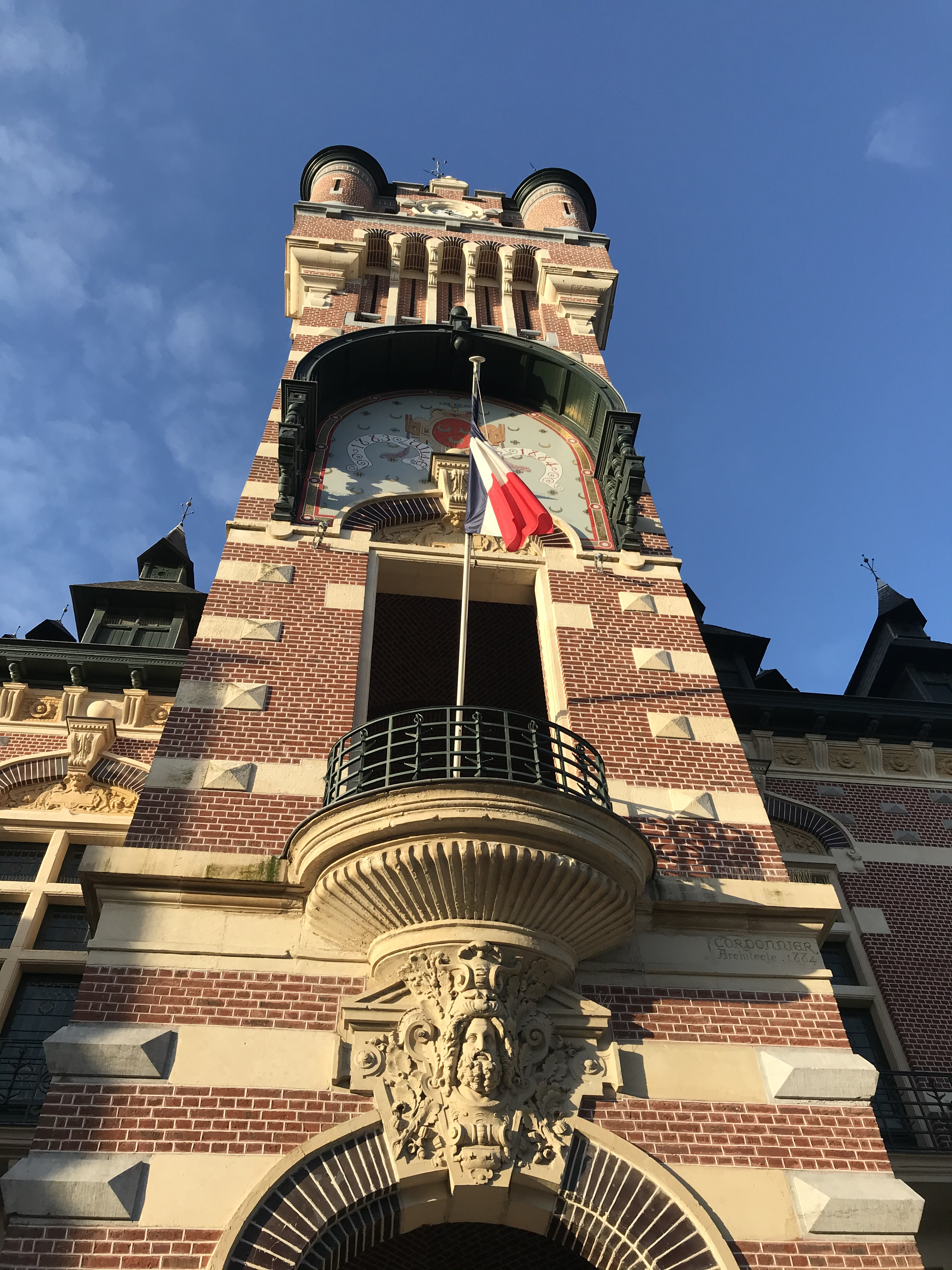
Le beffroi de Loos